# Glenea unialbonotata
Glenea unialbonotata là một loài bọ cánh cứng trong họ Cerambycidae.